# 福建臺灣等處承宣布政使司
福建臺灣等處承宣布政使司簡稱臺灣布政使司或臺灣布政司，成立於光緒十三年（1887年）福建臺灣省正式建省後。臺灣布政使司實為福建臺灣省此階段之的最高財政、民政統治衙門，隸屬於建省後的福建臺灣省。並兼管轄臺灣府事務。
台灣布政使司主官為福建台灣布政使，上受按察使銜分巡台灣兵備道及福建台灣巡撫制約。1895年，福建臺灣省被割讓予日本後，臺灣布政司予以裁撤廢除。

## 歷任布政使
| 姓名   | 到任日期 | 備註       |
| ------ | -------- | ---------- |
| 邵友濂 | 1887年   |            |
| 沈應奎 | 1889年   |            |
| 蒯德標 | 1889年   |            |
| 于蔭霖 | 1890年   |            |
| 沈應奎 | 1890年   |            |
| 唐景崧 | 1891年   |            |
| 顧肇熙 | 1894年   | 內渡       |
| 俞明震 | 1895年   | 台灣民主國 |